# Епископ далматински Јеротеј
Јеротеј Мутибарић (1799, Бегеч у Бачкој —  Сремски Карловци, 1858) био је српски свештеник, настојник манастира Гргетег и далматински епископ.

## Биографија
После завршених филозофских и теолошких студија, Игњатијe Мутибарић се замонашио 7. фебруара 1824. године у манастиру Раковцу, где га је рукоположио митрополит Стефан Стратимировић. Манастир Раковац уживао је висок углед јер се сматрао дворским митрополитским манастиром па је велики број истакнутих црквених великодостојника замонашен у овом манастиру. Мутибарић је предавао црквено појање у клерикалним школама у Вршцу и Сремским Карловцима. Поред архимандрита Димитрија Крестића и Дионисија Чупића, Мутибарић је спадао у најбоље познаваоце карловачког појања. По жељи митрополита Стефана Стратимировића модификовао је карловачко појање јер је оно за време Чупића псотало исувише отегнуто. Према речима Алимпија Поповића, то је била коначна редакција карловачког појања.
Мутибарић је постављен за настојника манастира Гргетега 30. децембра 1832. на Светом архијерејском синоду на коме су учествовали Стефан Стратимировић, будимски епископ Стефан Станковић и вршачки епископ Максим Мануиловић. Мутибарић је постао епископ далматински 1843. године пошто је његов претходник Пантелејмон Живковић морао да по царевом налогу напусти Далмацију и оде у Будим. За епископа далматинског хиротонисан је 25. октобра 1843. Покушао да оснује конзисторију чиме би нормализовао рад своје епархије али му грађанске власти то нису дозволиле.
Насилно је уклоњен из своје епархије 1853. као што ће са истог положаја на исти начин бити уклоњени и његови наследници Никодим Милаш и Димитрије Бранковић. Након одласка из Далмације живео је још пет година. Умро је 1858. године у Сремским Карловцима, а сахрањен је у манастиру Гргетегу.

## Покушај оснивања Српске дјевојачке школе
Након измјештања сједишта Епархије Далматинске из Шибеника у Задар међу тамошњим угледним Србима родила се идеја, да се поред богословије, оснује и конфесионална женска школа. То питање први је покренуо управо епископ Мутибарић, који по доласку у Дубровник, прво од проте Ђорђа Николајевића тражио информације, између осталога, и о школовању женске деце у тамошњој српској школи. Након упознавања са стањем 1844. епископ је покренуо иницијативу за оснивање прве женске школе.
Мутибарић је 6. децембра 1844. године саставио „Акт фундационални” за оснивање Српске девојачке школе у Задру. Позвао је угледне задарске Србе да му помогну у овој акцији. Одзив је био задовољавајући, а епископ је лично подржао оснивање фонса прилагањем 100 фиорина и обавезом да ће по оснивању школе учитељу давати месечно по један фиорин. У тој акцији је сакупљено, 473 форинте за оснивање будуће школе.
Због разних околности акција епископа Мутибарић и угледнијих задарских грађана застала је пуних девет година, све док 6. децембра 1853, када је нови епископ далматински Стефан (Кнежевић) обновио „Акт фундационални” школе из 1841. године.